# Silnice II/333
Silnice II/333 je 24 km dlouhá silnice II. třídy spojující města Přelouč, Lázně Bohdaneč a nepřímo také Hradec Králové (prostřednictvím silnice II/324).
Do roku 1998, vedla v úseku Praha - Kutná Hora (dnes část silnice I/2), od roku 1998 vede v trase degradované původní silnice I/33 (ta začínala už v Písku).
V Lázních Bohdaneč se na okružní křižovatce setkává se silnicí II/211 a meziměstskou trolejbusovou tratí vedoucí do Pardubic. U Libišan, bylo roku 2006 vybudováno provizorní napojení na dálnici D11 a úsek po křižovatku se silnicí II/324 a dále úsek po této silnici dál až do Hradce Králové je veden jako evropská silnice E67. Po zprovoznění dálnice až ke Kuklenám v srpnu 2017 bylo toto napojení zrušeno a tento úsek má opět čistě regionální význam.
Podle dat ŘSD jsou i nadále označovány číslem následující úseky v Praze a okolí:
- silnice II/333 v úseku Praha-Dolní Měcholupy - Praha-Uhříněves - Říčany, odkud dále pokračuje silnice I/2,
- silnice II/333M v úseku Praha-Uhříněves - Průhonice, kde končí napojením na dálnici D1.